# Bánky József
Bánky József (Diósgyőr, 1930. április 13. –) a Magyar Köztársasági Érdemrend Lovagkeresztjével kitüntetett zongoraművész, professor emeritus, a Pécsi Tudományegyetem oktatója, Pécs díszpolgára.

## Tanulmányok

### Közismereti
Általános iskolai Diósgyőr-Vasgyárban (1936–1940), középiskolai a Miskolci "Fráter György" Gimnáziumban (1940-1948), érettségi: 1948-ban.

### Zenei
A kezdeti privát, majd a Miskolci Városi Hubay Jenő Zeneiskola növendékeként folytatott zongora tanulmányok után 1948 és 1954 között Budapesten, a Zeneakadémián (ma Liszt Ferenc Zeneművészeti Egyetem) zongora: Wehner Tibor, zeneszerzés: Viski János, zenetörténet: Bartha Dénes és Szabolcsi Bence, zeneelmélet: Molnár Antal, népzene: Kodály Zoltán, ill. Járdányi Pál, kamarazene: Molnár Antal, Mihály András, Banda Ede, szolfézs: Szervánszky Endre, Maros Rudolf, Gát József professzoroknál. A legjobb növendékeknek kijáró megbecsülést fémjelzi, hogy játszott 1952-ben a Kodály Zoltán 70. születésnapja tiszteletére rendezett hangversenyen, valamint végzősként a Rádiózenekarral, Melles Károly vezényletével.

## Hangversenyek
Számtalan belföldi, külföldi és főként pécsi hangversenyen mintegy 30 zongoraversenyt és igen sok szólóművet játszott. A versenyművek közül Brahms B-dúr, mindkét Ravel-koncert, Rachmaninov Rapszódia Paganini-témára, Bartók I. zongoraverseny és Britten Diversion pécsi bemutatója fűződik nevéhez. A szólóművek közül ő játszotta Pécsett először Debussy 24 prelűdjét, Liszttől sorozatban a Zarándokévek mindhárom kötetét, Ravel Miroirs ciklusát és számos kisebb művet, Chopin 24 etűdje egyetlen koncerten belül Pécsett eddig csak tőle volt hallható. 1973 és 1986 között az Országos Filharmónia szólistája, ebben az időszakban különösen sok fellépése volt, többek között Gyermán István kamarapartnereként a hegedű-zongora szonátairodalom színe javát végigjátszotta.
Budapesten a Zeneművész Szövetség felkérésére lemezfelvételt készítettek vele (Radioton Production, 1991.), melyen Debussy- és Liszt-műveket játszik, Pécsett pedig az Universitas TV több előadását örökítette meg DVD-n: Elődök és utódok, Debussy prelűdjeinek csodálatos világa, stb.

## Tanári munka
A tanítást alsó fokon kezdte (1953-1955 Zalaegerszeg, 1956-1958 Magyar Rádió Gyermekkórus Zeneiskolája). Középfokon 1958-tól 1966-ig Pécsett a Zeneművészeti Szakiskola tanára, majd a továbbiakban már csak felsőfokon 1966-tól a Liszt Ferenc Zeneművészeti Főiskola Pécsi Tagozatán oktatott s végül 1995-ben mint tanszékvezető tanár ment nyugdíjba.
Azóta – jelenleg is – a Pécsi Tudományegyetem Művészeti Kar Zeneművészeti Intézetének óradíjasaként folytatja tanári munkáját. Ars poeticája szerint a tanítás eredményességét a szakmai tudáson és tapasztalaton kívül a következetesség, a tervszerűség, a bizalom, a növendékekkel való lelki kapcsolat, a felelősségérzet és a szeretet garantálja.

## Zeneszerzés
Komponistaként néhány kamaraműtől eltekintve csak hangszerére ír. Zongoraműveiről egy méltatója egyszer úgy nyilatkozott, hogy bennük "a tonalitás és atonalitás értő egyensúlya, a karakterek világos kifejezése, a zenei mondanivaló mély megfogalmazási képessége és átütő ereje, a fülbemászó, klasszikus hangzásokhoz szokott publikum számára is befogadhatóvá váló zenei hangzás, ideáinak logikus felépítése, fejlesztése és érthető rendbe foglalása egészséges kapcsolat-hidat képez a zeneszerző és közönsége között."
E művek többsége mindmáig csak szűkebb körben ismert, noha volt Budapesten szerzői estje (Bartók Béla Emlékház, 2014) és rádióhangversenyein is több ciklusa elhangzott saját előadásában, pécsi szólóestjein pedig számos alkalommal hallhatott belőlük a közönség. Ő maga saját stílusát a modern zene konzervatívabb ágához sorolja, úgy gondolja, hogy olyan zenére van szükség, amit a közönség meg tud érteni és meg tud szeretni. A divat, a meghökkentés, a "Pomádé király új ruhája"-szindróma távol áll tőle.

## Díjak, kitüntetések

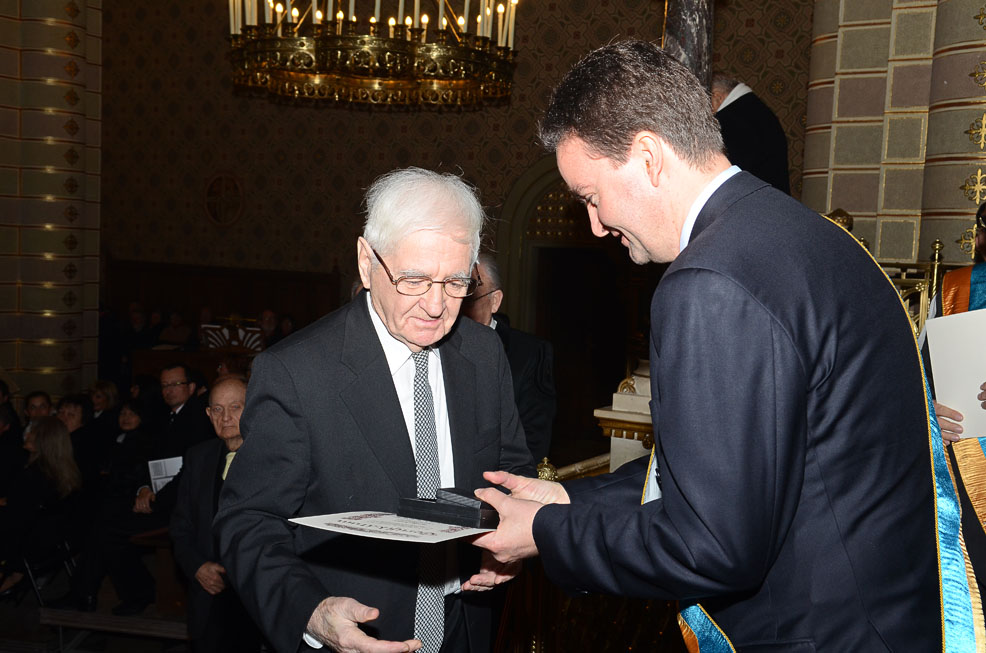
Tüke-emlékérem átvétele a pécsi bazilikában

- 1977 – Pécs Megyei Város Művészeti Díja
- 1979 – Baranya Megyei Tanács "Janus Pannonius" Díja
- 1994 – Liszt Ferenc Társaság Cziffra-díja
- 1998 – Baranya Megyei Közgyűlés Tudományos és Felsőoktatás Díja
- 2000 – Pécs Megyei Jogú Város Millenniumi Díja[2]
- 2004 – Pedagógus Szolgálati Emlékérem
- 2005 – A Magyar Köztársasági Érdemrend lovagkeresztje[3]
- 2010 – Pro Communitate díj[4]
- 2013 – Pécsi Tüke-emlékérem[5]
- 2016 – Pécs díszpolgára[6]
- 2019 – Professor emeritus [7]

## További munkásság
Egyéb szakmai tevékenységei közül kiemelendő az Országos Liszt Ferenc Társaság (melynek társelnöke) rendezésében tartott számos nagy sikerű előadással egybekötött hangverseny, valamint zsűritagság mindkét pécsi nemzetközi Liszt-versenyen és számos egyéb országos és megyei versenyeken.